# Cercavores alpí
El cercavores alpío senzillament cercavores(Prunella collaris), dit també muntanyà, muntanyès, xalambrí de muntanya (Balears) o bardisser (País Valencià) és un ocell de la família dels prunèl·lids (Prunellidae). De mida petita i hàbits terrestres, és força representatiu a les muntanyes dels Països Catalans. El seu estat de conservació es considera de risc mínim.

## Morfologia
És un ocell compacte i arrodonit, de coloració brunenca i grisàcia i que hom observa sovint caminant pels prats o rocams com arrupit, o bé corrent ràpidament tot bategant les ales.
Ateny 18 cm de longitud i el seu pes oscil·la entre 32 i 45 g. L'envergadura és de 30 cm i l'ala plegada és lleugerament més grossa en els mascles.
Quan llueix el plomatge nupcial, hom li aprecia una gola blanca clapejada de taquetes negres o marrons fosques, que resulten el tret més definitiu i característic per a identificar-lo. La coloració dorsal és grisosa, amb taques blanques a les plomes coberteres, que formen dues fines barres alars. El pit i el ventre són grisos, amb flancs acastanyats. La cua és bruna, amb plomes vorejades de groc ocraci. La punta, en canvi, és blanca, to que s'observa perfectament en vol.
No existeix un clar dimorfisme sexual pel que fa al plomatge.
El bec és fi i més fosc a la punta, amb la mandíbula groga.
Les cames tenen tonalitats brunenques rosades.
Els ulls són vermellosos. Presenta una lleugera llista ocular fosca, poc visible.

## Subespècies
- Prunella collaris collaris
- Prunella collaris subalpina
- Prunella collaris montana
- Prunella collaris erythropygia
- Prunella collaris rufilata
- Prunella collaris tibetana
- Prunella collaris whymperi
- Prunella collaris nipalensis
- Prunella collaris fennelli

## Costums
Tot i que és abundant, pels seus costums discrets i més aviat silenciosos passa molt desapercebut. El seu vol és sempre baix i el realitza a curtes distàncies. Normalment viu solitari, però a l'època de cria es reuneix en grups, probablement familiars, que de vegades, en migració, esdevenen estols importants. Bàsicament sedentari, efectua moviments dispersius o erràtics de tipus estacional, que podrien conduir als Països Catalans alguns hivernants extrapirinencs.

## Hàbitat
De distribució típicament paleomontana, nia en tots els massissos alts d'Ibèria i és propi de tarteres, roquissars i cims pedregosos de les zones muntanyenques, on nia, i és relativament freqüent a l'estiu. A l'hivern davalla a zones més baixes, que siguin també muntanyenques i trencades, i sempre relativament altes. Gairebé mai no descendeix als indrets planers o de conreus.
Habita tota la sanefa prepirinenca del Principat de Catalunya, per bé que a l'hivern no és rar a les serres mediterrànies (Montcau i Montserrat), on deu davallar provinent del prepirineu.

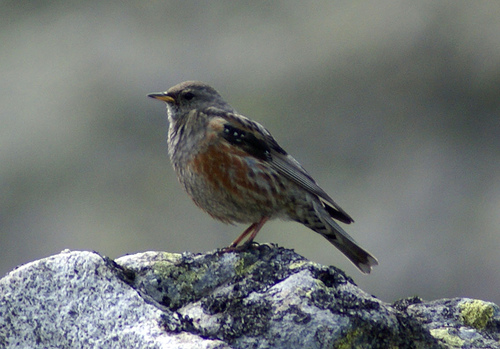
Cercavores fotografiat als Pirineus

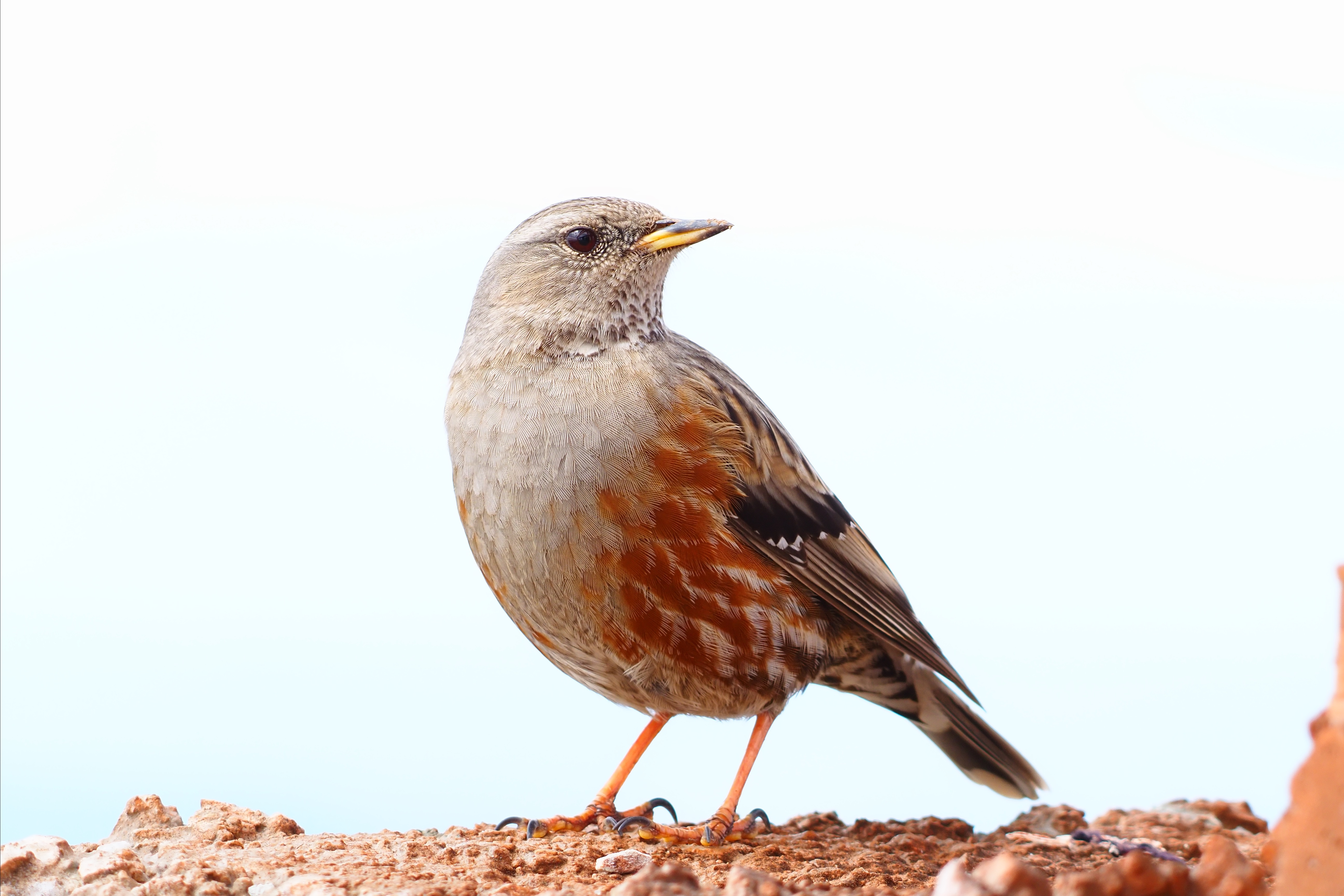
Cercavores fotografiat a Montserrat

## Reproducció
Nia a terra, i ho fa a les escletxes dels rocams o bé entre les pedres, on basteix un niu en copa. Fa una posta anyal de tres a cinc ous blancs sense taques, que són covats per ambdós progenitors. Els polls són nidícoles i tenen la boca vermella, amb dos puntets negres a la llengua.